# Аркапоу, Адам
Адам Аркапоу (англ. Adam Arkapaw) — австралийский кинооператор. Он известен по своей работе над телесериалами «Вершина озера» и «Настоящий детектив», за которые он выиграл две прайм-тайм премии «Эмми».

## Ранняя жизнь
Аркапоу родился в Бауреле, городке Нового Южного Уэльса к югу от Сиднея, и учился в начальной школе Баурела. Он учился в Викторианском колледже искусств Мельбурнского университета, окончив его в 2006 году со степенью бакалавра в области кино и телевидения.

## Карьера
Вдобавок ко множеству короткометражных фильмов, Аркапоу был оператором трёх австралийских полнометражных фильмов в течение следующих нескольких лет: «Царство животных» (2010), «Снежный город» (2011) и «Эрудиция» (2012). Он получил номинацию на премию AACTA за лучшую операторскую работу в 2010 за «Царство животных» и в 2011 году был назван одним из «10 лучших операторов» в журнале Variety.
Далее, Аркапоу работал над мини-сериалом Джейн Кэмпион «Вершина озера», который был снят в Новой Зеландии и был показан в 2013 году. В том же году, он выиграл творческую премию «Эмми» за лучшую операторскую работу над мини-сериалом или фильмом. В 2014 году, он выиграл свою вторую премию «Эмми», за лучшую работу над телесериалом, в знак признания его работы над сериалом канала HBO «Настоящий детектив». «Настоящий детектив» был снят в Луизиане и операторская работа Аркапоу получила широкую похвалу, особенно за шестиминутного дубля со съёмкой в движении, которую планировали месяцами и заняла полдня, чтобы снять её.
Аркапоу также является оператором фильма «Макбет», снятого Джастином Курзелем, с которым Аркапоу ранее работал над «Снежным городом». Он также является оператором «Тренера», фильма о спорте, выпущенном в 2015 году, и драматического фильма «Свет в океане».